# Fabian Klos
Fabian Klos (Gifhorn, 2 dicembre 1987) è un ex calciatore tedesco, di ruolo attaccante.

## Caratteristiche tecniche
È un centravanti.

## Palmarès

### Club

#### Competizioni nazionali
- 3. Liga: 1

Arminia Bielefeld: 2014-2015
- Campionato tedesco di seconda divisione: 1

Arminia Bielefeld: 2019-2020

### Individuale
- Capocannoniere della 3. Liga: 2

2012-2013 (20 gol, a pari merito con Anton Fink), 2014-2015 (23 gol)
- Capocannoniere della 2. Fußball-Bundesliga: 1

2019-2020 (21 gol)